# 1913年臺灣
|        | 臺灣歷史 \| 台灣歷史年表 |
| 世纪： | 19世纪臺灣 \| 20世纪臺灣 \| 21世纪臺灣 |
| 年代： | 1880年代臺灣 \| 1890年代臺灣 \| 1900年代臺灣 \| 1910年代臺灣 \| 1920年代臺灣 \| 1930年代臺灣 \| 1940年代臺灣                                           |
| 年份： | 1908年臺灣 \| 1909年臺灣 \| 1910年臺灣 \| 1911年臺灣 \| 1912年臺灣 \| 1913年臺灣 \| 1914年臺灣 \| 1915年臺灣 \| 1916年臺灣 \| 1917年臺灣 \| 1918年臺灣 |
| 纪年： | 癸丑年（牛年）、日本大正2年 |

1913年臺灣發生了苗栗事件（羅福星事件）。

## 政府

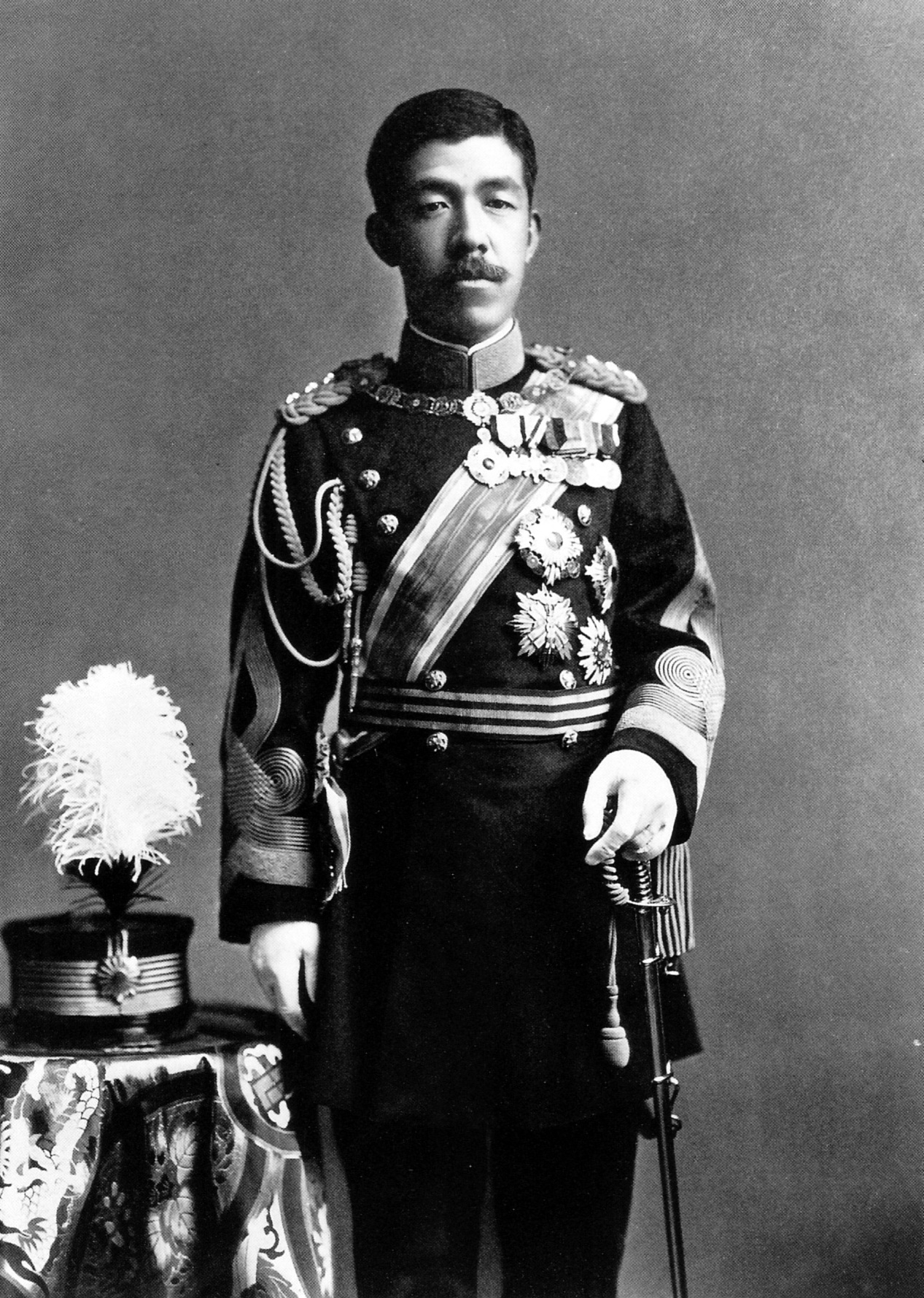
天皇：大正天皇
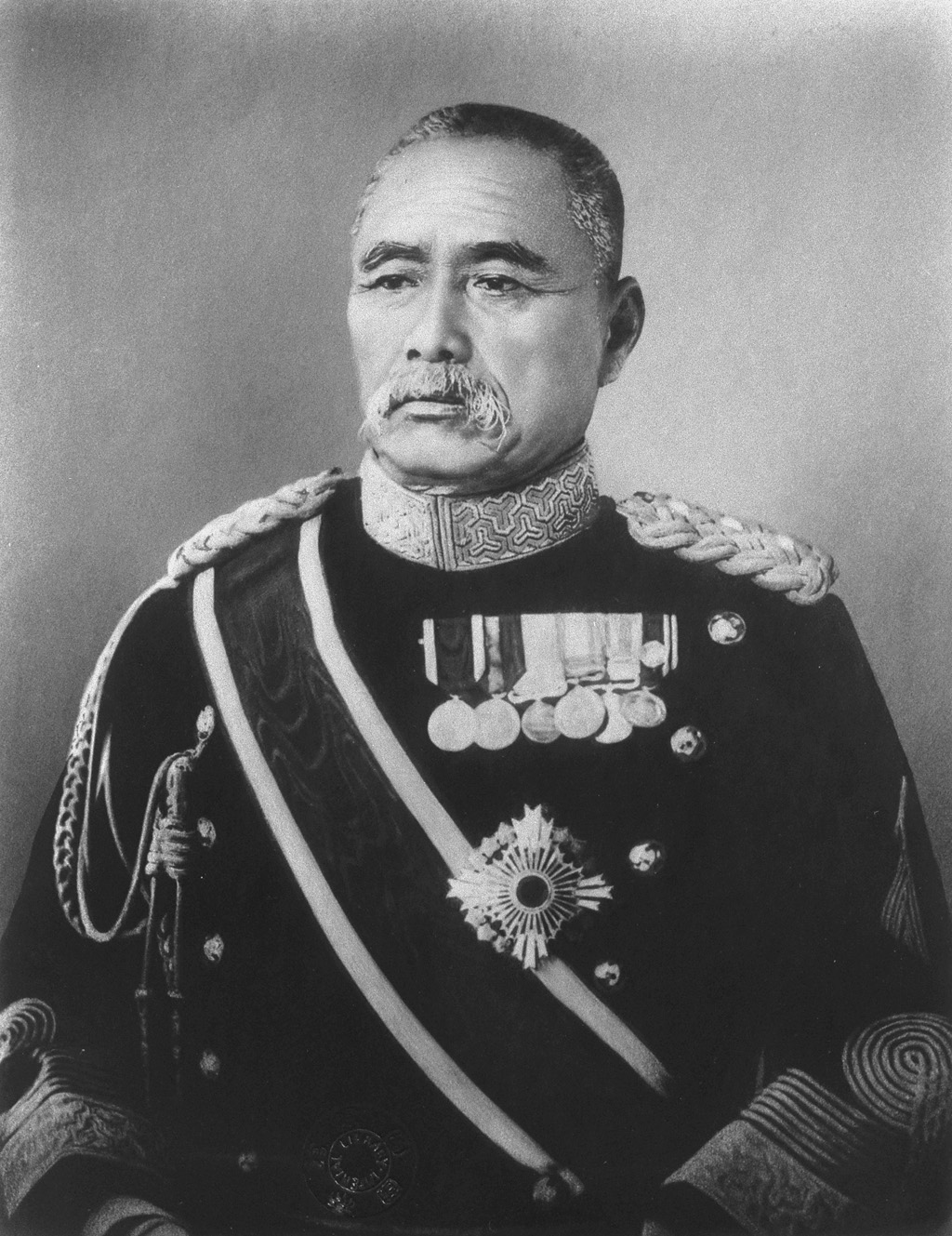
臺灣總督：佐久間左馬太
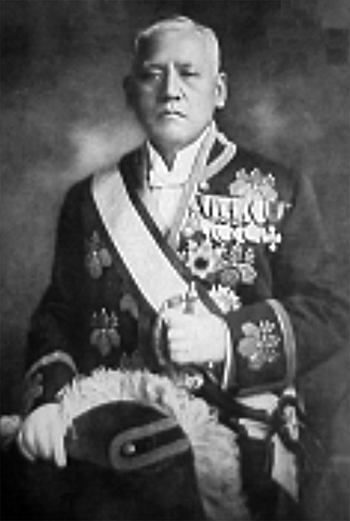
民政長官：內田嘉吉

## 大事記

### 1月
- 1月9日—10日——花蓮港地震
- 1月25日——基隆、花蓮港間定期航線通航；台灣總督府公布「台灣銃砲火藥取締規則」，自2月1日起施行[1]:1274。

### 2月
- 2月10日——台灣總督府公布「台灣產業組合規則」及「台灣產業組合規則施行規則」，自3月1日起施行[1]:1274。

### 3月
- 3月19日——吳鳳廟翻修工程告竣，佐久間左馬太總督親自主持祭典（1914年10月24日建碑。）[1]:1274。
- 3月21日——合歡山探險登山隊，因風雪凍死及失蹤者約百人[1]:1274。
- 3月23日——台北郵局發生火災，局舍全部燒毁[1]:1274。
- 3月25日——全台醫師大會在台北鐵道飯店召開[1]:1274。
- 3月31日——台灣總督府根據「全台市街行道樹種植計畫」，列出行道樹有相思樹、尤加利、樟、欖仁、梧桐、楓、櫻、鳳凰木、九芎、阿勃勒等，綠色隧道成為台灣公路特有景觀[1]:1274。

### 4月
- 4月1日——台灣總督府公布「台灣國税徵收規則」，自公布之日起施行；台灣總督府在日本大阪舉辦之明治紀念拓殖博覽會設置台灣館，館內建有「生蕃屋」，陳列4、5位台灣原住民供日本人參觀。同時為營造台灣風情，館內中央種植林投、椰子等熱帶植物，以及基隆港、高雄港等模型，藉以突顯台灣總督府的政績[1]:1274。
- 4月20日——大湖事件。

### 6月
- 6月至9月——總督佐久間左馬太大規模征討北部「蕃」社。[2]:249

### 7至9月
- 7月1日——臺南關帝廟事件
- 9月18日——南極探險家白瀨矗來台巡迴演講及展覽。

### 10至12月
- 11月4日：
  - 臺南廳之下原屬善化里東堡的東勢藔庄、北仔店庄、茄拔庄、小新營庄、坐駕庄改隸善化里西堡[3]。
  - 臺南廳之下原屬善化里西堡的內庄、頭社庄、鳴頭庄、口宵里庄、萊宅庄改隸善化里東堡[3]。
  - 臺南廳之下原屬新化東里的蒙正庄改隸善化里東堡[3]。
- 11月20日——苗栗事件。
- 12月1日——東勢角事件

## 出生
- 1月30日——新垣宏一，作家、教師。著有《華麗島歲月》。（2002年逝世）
- 3月11日——巫永福，作家。致力推動台灣文學，曾任《台灣文藝》雜誌發行人。（2008年逝世）
- 9月3日——高玉樹，戰後黨外運動代表人物之一，曾任台北市市長。（2005年逝世）
- 12月10日——陳重光，企業家、政治人物。曾任臺灣養樂多公司董事長、臺北市議員。（1998年逝世）
- 12月13日——許強，醫師、左翼社會運動參與者。戰後遭國民黨政權處決。（1950年逝世）
- 12月30日——吳修齊，企業家，「臺南幫」代表人物之一。參與創建台南紡織、太子建設、統一企業等公司。（2005年逝世）